# Pete Burns
Pete Burns, all'anagrafe Peter Jozzeppi Burns (Port Sunlight, 5 agosto 1959 – Londra, 23 ottobre 2016), è stato un cantante, musicista e personaggio televisivo britannico.
È stato il frontman della band Hi-NRG, dei Dead or Alive, celebre per il singolo You Spin Me Round (like a Record), prodotto dal trio Stock, Aitken & Waterman nel 1984.

## Biografia
Pete Burns nacque da padre britannico e madre ebrea-tedesca originaria di Heidelberg, in Germania (ma trasferitasi con la famiglia a Vienna per sfuggire ai nazisti). Prima di formare i Dead or Alive, fu membro del gruppo Mystery Girls, gruppo che ebbe breve vita, successivamente fu membro dei Nightmares in Wax, uno dei primi gruppi Gothic rock semi-punk formatisi a Liverpool attorno al 1980. I Nightmares in Wax produssero un maxi singolo di 12", Black Leather, e un singolo, Birth of a Nation, ciascuno dei quali conteneva le stesse tre canzoni, ma non pubblicarono mai un album intero. Pete Burns ha anche accusato un suo illustre collega, la pop star Boy George, di aver copiato il suo stile e di aver pubblicizzato, su vasta scala, la sua immagine unica ed inimitabile, dicendo: "Non importa chi ha indossato cosa per primo, ma chi è stato visto per primo con quella mise".

### Fama
Noto sia per la sua ambigua sessualità ostentata che per lo stile stravagante, Burns scioccò il pubblico negli anni ottanta con le sue scelte di abbigliamento androgino prima dello stesso Boy George, i tagli di capelli esotici e il make-up pesante. Pete Burns è tanto noto per la sua carriera musicale con i Dead or Alive quanto per il suo aspetto sempre diverso, aspetto che ha apertamente ammesso di aver modificato tramite chirurgia estetica. Si è difatti sottoposto a numerosi interventi consistenti in una serie di iniezioni di collagene alle labbra, al naso, alle guance e l'applicazione di diversi tatuaggi. All'inizio del 2006, in una intervista precedente alla sua partecipazione al Grande Fratello VIP britannico, ha ammesso di aver speso quasi tutti i risparmi di una vita in diciotto mesi di chirurgia ricostruttiva dopo un intervento alle labbra dai risultati disastrosi.
L'autobiografia di Pete, Freak Unique, venne pubblicata nel maggio del 2006. In essa il cantante scrive apertamente della sua vita, rivelando di essere stato violentato in tenera età da un uomo che non è mai stato perseguito legalmente. Burns narra anche della sua conseguente depressione e dei suoi svariati tentativi di suicidio. Nel dicembre del 2003, la BBC si è scusata con i propri telespettatori dopo che Burns ha ripetutamente imprecato nel corso dello show Liquid News nel momento in cui gli è stato chiesto di esprimere la sua opinione sul processo a Michael Jackson, svoltosi poi nel 2005.
Burns e sua moglie, Lynne Corlett, hanno divorziato nel 2006, dopo più di venticinque anni di matrimonio. Il 9 febbraio 2006, in un'intervista su Channel 4, Pete e il suo compagno, Michael Simpson, hanno pubblicamente annunciato il proprio fidanzamento, mostrando i relativi anelli per loro realizzati dalla celebre designer Vivienne Westwood. Dopo solamente un giorno dall'annuncio ufficiale, Burns ha dichiarato la fine del fidanzamento, visto che Simpson non riusciva a gestire con il pubblico questo nuovo riconoscimento ufficiale.
Nel gennaio 2007 ha dichiarato di essere sul punto di fare causa al chirurgo estetico responsabile dell'operazione alle labbra per 1 milione di sterline. Il compositore aveva anche in programma di presentare una propria linea di cosmetici. Burns venne arrestato nel marzo 2007, dopo una violenta discussione scoppiata tra lui e Simpson. I due torneranno subito assieme, tanto che nel mese di settembre dello stesso anno si sposeranno.
Burns appare anche nel video dei Vengaboys Rocket To Uranus, uscito nell'aprile 2010. Burns ha dichiarato bancarotta nell'aprile del 2015 a causa delle elevate spese di chirurgia estetica, e, nello stesso mese, venne sfrattato dal padrone di casa, a cui doveva 34.000 sterline di affitto arretrato.

### Il "Grande Fratello" VIP britannico del 2006
Burns è comparso nel Celebrity Big Brother, trasmesso nel 2006 da Channel 4, classificandosi quinto nell'episodio finale. Dopo aver dichiarato di possedere una giacca di pelle di gorilla, la polizia, per verificarne l'origine, ha rimosso la giacca dalla casa, all'insaputa e senza il consenso di Pete. Il possesso di prodotti realizzati in pelle di gorilla nel Regno Unito è illegale senza l'apposita licenza. I test della scientifica hanno appurato che la giacca era fatta con la pelle di un'altra specie protetta e in pericolo, la scimmia di Colobus. Il caso approda per competenza al Crown Prosecution Service, che ha verificato che le pelli utilizzate per confezionare la giacca vennero importate prima del 1975, anno nel quale è diventato illegale importare pellicce di Colobus, e così non è stata sporta denuncia. Questo fatto ha suscitato l'ira delle associazioni animaliste.
Lo show ha anche visto Burns conquistare sia nuovi fan che critici dopo i suoi vivaci attacchi verbali contro i suoi co-inquilini, in particolar modo Jodie Marsh e la ex star di Baywatch Traci Bingham. Dopo la sua partecipazione al Celebrity Big Brother, Pete venne confermato in veste di uno dei presentatori ospiti nel relativo programma di gossip legato al Celebrity Big Brother, "Big Brother's Big Mouth".

### Sporadiche apparizioni musicali e l'atteso album da solista
Nel 1994 ha collaborato prestando la sua voce al gruppo dance italiano dei GLAM con la canzone Sex Drive, raggiungendo, in Italia, la prima posizione. Nel 2004 Burns ha ottenuto un modesto successo solista grazie al singolo Jack and Jill Party prodotto dai Pet Shop Boys. Il brano raggiunse la 75ª posizione nella classifica dei singoli in Gran Bretagna, ricevendo un enorme successo nei club. Il 5 febbraio 2006, invece, la sua hit storica You Spin Me Round (like a Record) venne ripubblicata dopo la comparsa al Grande Fratello raggiungendo la 5ª posizione nella classifica dei singoli inglesi.
Nel 2008 ha dichiarato che era in procinto di incidere il suo primo album da solista dal titolo Glampire. L'album avrebbe dovuto comprendere diverse collaborazioni fra cui una con George Michael. Originariamente pianificata per il 2009, l'uscita dell'album si attardò, contribuendo alla crescita dell'attesa dei fan. Dopo diversi mesi di silenzio, nel 2010 su iTunes escono un'anteprima della canzone The Art, in collaborazione con la band The Dirty Disco, e nel settembre 2010 viene pubblicata, sempre su iTunes, il brano Never Marry An Icon. A questo punto le voci per un eventuale album solista di Burns tornarono a circolare. Il tutto fu messo a tacere da Burns stesso nell'agosto 2011, quando in un'intervista dichiarò che il progetto fu annullato in quanto "il materiale non era buono".

### Morte
Sofferente da anni di calcoli renali e diabete, Pete Burns è morto a causa di un arresto cardiaco il 23 ottobre 2016 all'età di 57 anni.

## Discografia

### Discografia con Nightmares in Wax
- 1980 - Birth of a nation

### Discografia solista

#### Album
- 1992 - Love, Pete

#### Singoli
- 1994 - Sex drive - con GLAM
- 2004 - Jack And Jill Party
- 2010 - The Art
- 2010 - Never Marry An Icon